# Tsuyoshi Yamanaka
Tsuyoshi Yamanaka (jap. 山中 毅 Yamanaka Tsuyoshi; ur. 18 stycznia 1939 w Wajimie, w prefekturze Ishikawa, zm. 10 lutego 2017 w Tokio) – japoński pływak specjalizujący się w stylu dowolnym, czterokrotny srebrny medalista olimpijski.
W 1956 roku na letnich igrzyskach olimpijskich w Melbourne zdobył srebrne medale na dystansach 400 i 1500 m stylem dowolnym. Na igrzyskach olimpijskich w 1960 roku w Rzymie obronił srebrny medal na 400 m stylem dowolnym i zdobył srebrny medal w sztafecie kraulowej 4 × 200 m.
Wystąpił na igrzyskach olimpijskich w 1964 w Tokio, gdzie zajął 6 miejsce na 400 m stylem dowolnym i wystąpił w wyścigu eliminacyjnym sztafety 4 × 200 m stylem dowolnym (sztafeta japońska bez Yamanaki w składzie zdobyła w finale brązowy medal).